# بيلفريدين ريدوكتاز
بيلفريدين ريدوكتاز (بالإنجليزية: Biliverdin reductase)‏ هو عبارة عن إنزيم متواجد بشكل طبيعي في الجسم وبالاخص موجود في الكبد والطحال في خلايا تدعى reticulo-macrophages يعمل إنزيم بيلفريدين ريدوكتاز (biliverdin reductase) على أكسدة الهيم النشق عن الهيموغلوبين إلى مايعرف بـ بيلفريدين ذو ألون الاخضر.